# سیارک ۸۳۴۶۴
سیارک ۸۳۴۶۴ (به انگلیسی: 83464 Irishmccalla، نامگذاری:2001SM73) هشتاد و سه هزار و چهارصد و شصت و چهارمین سیارک کشف شده‌است که در ۱۹ سپتامبر ۲۰۰۱ کشف شد.